# (76978) 2001 BY60
2001 بي واي 60 (ويعرف أيضًا باسم (76978) 2001 بي واي 60 وفق تسمية الكوكب الصغير) (بالإنجليزية: 2001 BY60)‏ هو كويكب ضمن حزام الكويكبات؛ وترتيبه 76978 من حيث الاكتشاف.
اكتُشف هذا الجُرم الفلكي بواسطة بحث لنكولن عن الكويكبات القريبة من الأرض في 29 يناير 2001.

## وصلات خارجية
- (76978) 2001 BY60 في قاعدة بيانات مختبر الدفع النفاث لأجرام النظام الشمسي الصغيرة

- الاكتشاف · مخطط المدار ·  العناصر المدارية · المعلمات المادية

- (76978) 2001 BY60 على موقع ويكي سكاي: DSS2, SDSS, GALEX, IRAS, Hydrogen α, X-Ray, Astrophoto, Sky Map, Articles and images